# Sophia Brandel
Sophia "Sophie" Brandel, född 30 september 1773, död 12 oktober 1858, var en svensk musiker och sångare, ledamot av Kungliga Musikaliska Akademien. 
Sophia Brandel var dotter till Henrik Brandel och Maria Margareta Wolters. Hon var känd som amatörmusiker och sångare och erkänd som talangfull artist. Den 21 oktober 1801 invaldes hon som ledamot nr. 198 av Musikaliska Akademien. Hon invaldes samtidigt som sina syskon Emilie Brandel, Gustaf Brandel och Genseric Brandel. Samtidigt invaldes också Marie Antoinette Petersén och Bernhard Crusell. 